# 4-하이드록시벤조산 4-O-글루코사이드
4-하이드록시벤조산 4-O-글루코사이드(영어: 4-hydroxybenzoic acid 4-O-glucoside)는 4-하이드록시벤조산의 글루코사이드이다. 4-하이드록시벤조산 4-O-글루코사이드는 균근(Picea abies-Lactarius deterrimus 및 Picea abies-Laccaria amethystina)과 노르웨이 가문비나무(Picea abies)의 균근이 아닌 뿌리에서 발견할 수 있다.
4-하이드록시벤조산 4-O-베타-D-글루코실기전이효소는 소나무(Pinus densiflora)의 화분에서 발견할 수 있다.

## 같이 보기
- 페놀산
- 모노하이드록시벤조산